# Химик-Август
«Хи́мик-А́вгуст» — российский футбольный клуб из посёлка городского типа Вурнары (Чувашия). В 2022 и 2023 годах выступал во Второй лиге. Домашний стадион — «Химик», вмещает 1500 зрителей.

## История
Во времена СССР при Вурнарском химическом заводе существовали различные футбольные и прочие спортивные команды.
Вурнарский «Химик», позднее сменивший название на «Химик-Август», сумел стать 3-кратным чемпионом республики (2003, 2005, 2011), 5-кратным серебряным призёром республиканского чемпионата (2004, 2006, 2010, 2012, 2013), 5-кратным обладателем Кубка Чувашии (2004, 2005, 2006, 2007, 2008), обладателем Суперкубка Чувашии 2007 года, а также 3-кратным победителем (2018, 2019, 2021) и серебряным призёром (2020) зоны «Приволжье» Третьего дивизиона, обладателем (2018, 2019) и финалистом (2020, 2021) Кубка в зоне «Приволжье», победителем (2018) и серебряным призёром (2021) финального турнира Первенства России среди команд Третьего дивизиона.
В мае 2022 года стало известно, что клуб успешно прошёл лицензирование для участия во Втором дивизионе ФНЛ в сезоне 2022/23.
Во второй половине 2023 года команда принимала участие в турнире новосозданного дивизиона «Б» Второй лиги, заняв в своей группе 2-е место.
В декабре 2023 года стало известно, что в сезоне 2024 года дивизиона «Б» Второй лиги команда участие не примет.

В связи с пересмотром концепции поддержки развития спорта и физической культуры и изменением ее направления со стороны генерального спонсора ФК «Химик-Август», с 2024 года клуб приостановит деятельность в области профессионального футбола и сконцентрируется на развитии детского и юношеского футбола.
— Интернет-ресурсы ФК «Химик-Август», 22 декабря 2023
Главным тренером команды в 2018—2023 годах являлся Александр Ешкин.

## Результаты

### Во Второй лиге
| Сезон   | Турнир                 | Турнир                  | Место   | И  | В | Н | П  | Мячи  | О  | Примечание                                          |
| ------- | ---------------------- | ----------------------- | ------- | -- | - | - | -- | ----- | -- | --------------------------------------------------- |
| 2022/23 | группа 4               | 1-й этап                | 9 из 12 | 22 | 6 | 2 | 14 | 20-41 | 20 | 10-е место, выход в подгруппу «Б» (за 7—12-е места) |
| 2022/23 | группа 4               | 2-й этап, подгруппа «Б» | 9 из 12 | 5  | 3 | 1 | 1  | 10-4  | 10 | 3-е место из 6 (старт — с 4-го места)               |
| 2023    | дивизион «Б», группа 4 | дивизион «Б», группа 4  | 2 из 9  | 16 | 8 | 7 | 1  | 19-6  | 31 |                                                     |
| 1.      |                        |                         |         |    |   |   |    |       |    |                                                     |

### В Кубке России
| Сезон   | Стадия                                |
| ------- | ------------------------------------- |
| 2018/19 | 1/128 финала                          |
| 2019/20 | 1/128 финала                          |
| 2022/23 | 3-й раунд пути регионов — 1/64 финала |
| 2023/24 | 3-й раунд пути регионов — 1/64 финала |

## Стадион
Домашней ареной клуба является стадион «Химик», общая вместимость которого составляет 1500 человек. Арена расположена по адресу: ул. Илларионова, д. 2А. В 2022 году стадион был модернизирован согласно стандартам РФС. Средства на реконструкцию стадиона были выделены группой компаний «Август». Рядом со стадионом также был разбит парк.

## Бюджет и спонсоры
Текущим спонсором команды является группа компаний «Август», занимающаяся производством и продажей химических средств, предназначенных для защиты сельскохозяйственных культур от влияния вредителей.